# Cúp bóng đá Nam Mỹ 2024 (Bảng B)
Bảng B của Cúp bóng đá Nam Mỹ 2024 là một trong bốn bảng đấu trong khuôn khổ vòng bảng của giải đấu với sự góp mặt của México, Ecuador, Venezuela và Jamaica. Các trận đấu tại bảng B sẽ diễn ra từ ngày 22 đến ngày 30 tháng 6 năm 2024 tại sáu sân vận động trên khắp Hoa Kỳ.
2 đội đứng đầu bảng đấu sẽ góp mặt tại tứ kết.

## Các đội tuyển
| Vị trí bốc thăm | Đội tuyển | Nhóm hạt giống | Liên đoàn | Tư cách vượt qua vòng loại              | Số lần tham dự | Lần tham dự gần nhất | Thành tích tốt nhất lần trước | Bảng xếp hạng FIFA | Bảng xếp hạng FIFA |
| Vị trí bốc thăm | Đội tuyển | Nhóm hạt giống | Liên đoàn | Tư cách vượt qua vòng loại              | Số lần tham dự | Lần tham dự gần nhất | Thành tích tốt nhất lần trước | Tháng 11 năm 2023  | Tháng 6 năm 2024   |
| --------------- | --------- | -------------- | --------- | --------------------------------------- | -------------- | -------------------- | ----------------------------- | ------------------ | ------------------ |
| B1              | México    | 1              | CONCACAF  | Bán kết CONCACAF Nations League 2023–24 | 11 lần         | 2016                 | Á quân (1993, 2001)           | 14                 | 15                 |
| B2              | Ecuador   | 2              | CONMEBOL  | Đặc cách tham dự                        | 30 lần         | 2021                 | Hạng tư (1959, 1993)          | 32                 | 30                 |
| B3              | Venezuela | 3              | CONMEBOL  | Đặc cách tham dự                        | 30 lần         | 2021                 | Hạng tư (2011)                | 49                 | 54                 |
| B4              | Jamaica   | 4              | CONCACAF  | Bán kết CONCACAF Nations League 2023–24 | 3 lần          | 2016                 | Vòng bảng (2015, 2016)        | 55                 | 53                 |

Notes
1. ↑  Bảng xếp hạng của tháng 11 năm 2023 được áp dụng để xếp các nhóm hạt giống cho lễ buổi bốc thăm.

## Bảng xếp hạng
| VT | Đội       | ST | T | H | B | BT | BB | HS | Đ | Giành quyền tham dự                 |
| -- | --------- | -- | - | - | - | -- | -- | -- | - | ----------------------------------- |
| 1  | Venezuela | 3  | 3 | 0 | 0 | 6  | 1  | +5 | 9 | Đi tiếp vào vòng đấu loại trực tiếp |
| 2  | Ecuador   | 3  | 1 | 1 | 1 | 4  | 3  | +1 | 4 | Đi tiếp vào vòng đấu loại trực tiếp |
| 3  | México    | 3  | 1 | 1 | 1 | 1  | 1  | 0  | 4 |                                     |
| 4  | Jamaica   | 3  | 0 | 0 | 3 | 1  | 7  | −6 | 0 |                                     |

## Các trận đấu
Các trận đấu đều sẽ diễn ra theo giờ địa phương.

### Ecuador vs Venezuela
| Ecuador         | 1–2      | Venezuela               |
| --------------- | -------- | ----------------------- |
| - Sarmiento 40' | Chi tiết | - Cádiz 64' - Bello 74' |

| Ecuador | Venezuela |

| TM               | 22 | Alexander Domínguez |       |     |
| HV               | 17 | Ángelo Preciado     |       |     |
| HV               | 2  | Félix Torres        |       |     |
| HV               | 6  | Willian Pacho       |       |     |
| HV               | 3  | Piero Hincapié      |       |     |
| TV               | 21 | Alan Franco         |       | 79' |
| TV               | 23 | Moisés Caicedo      |       |     |
| TV               | 9  | John Yeboah         |       | 35' |
| TV               | 10 | Kendry Páez         | 45+1' | 79' |
| TV               | 16 | Jeremy Sarmiento    | 29'   | 62' |
| TĐ               | 13 | Enner Valencia (c)  | 22'   |     |
| Thay người:      |    |                     |       |     |
| TĐ               | 11 | Kevin Rodríguez     |       | 35' |
| TV               | 8  | Carlos Gruezo       |       | 62' |
| TĐ               | 14 | Alan Minda          |       | 79' |
| TĐ               | 19 | Jordy Caicedo       |       | 79' |
| Huấn luyện viên: |    |                     |       |     |
| Félix Sánchez    |    |                     |       |     |

| TM               | 22 | Rafael Romo           |       |       |
| HV               | 21 | Alexander González    |       |       |
| HV               | 2  | Nahuel Ferraresi      |       |       |
| HV               | 3  | Yordan Osorio         |       |       |
| HV               | 15 | Miguel Navarro        |       |       |
| TV               | 18 | Cristian Cásseres Jr. | 45+3' | 46'   |
| TV               | 6  | Yangel Herrera        |       | 90+2' |
| TV               | 13 | José Andrés Martínez  |       |       |
| TĐ               | 10 | Yeferson Soteldo      |       | 84'   |
| TĐ               | 23 | Salomón Rondón (c)    |       | 84'   |
| TĐ               | 11 | Darwin Machís         | 31'   | 46'   |
| Thay người:      |    |                       |       |       |
| TĐ               | 9  | Jhonder Cádiz         |       | 46'   |
| TV               | 25 | Eduard Bello          |       | 46'   |
| TV               | 7  | Jefferson Savarino    |       | 84'   |
| TĐ               | 19 | Eric Ramírez          |       | 84'   |
| TV               | 8  | Tomás Rincón          |       | 90+2' |
| Huấn luyện viên: |    |                       |       |       |
| Fernando Batista |    |                       |       |       |

| Cầu thủ xuất sắc nhất: Salomón Rondón (Venezuela) Trợ lý trọng tài: Alexander Guzmán (Colombia) Jhon León (Colombia) Trọng tài bàn: Kevin Ortega (Peru) Trọng tài dự phòng: Michael Orué (Peru) Trợ lý trọng tài video: Juan Lara (Chile) Trợ lý tổ trợ lý trọng tài video: Edson Cisternas (Chile) |

### Mexico vs Jamaica
| México        | 1–0      | Jamaica |
| ------------- | -------- | ------- |
| - Arteaga 69' | Chi tiết |         |

| Mexico | Jamaica |

| TM               | 1  | Julio González     |  |     |
| HV               | 2  | Jorge Sánchez      |  |     |
| HV               | 3  | César Montes       |  |     |
| HV               | 5  | Johan Vásquez      |  |     |
| HV               | 6  | Gerardo Arteaga    |  |     |
| TV               | 4  | Edson Álvarez (c)  |  | 30' |
| TV               | 24 | Luis Chávez        |  | 78' |
| TV               | 15 | Uriel Antuna       |  | 78' |
| TV               | 17 | Orbelín Pineda     |  | 68' |
| TV               | 9  | Julián Quiñones    |  |     |
| TĐ               | 11 | Santiago Giménez   |  | 68' |
| Thay người:      |    |                    |  |     |
| TV               | 7  | Luis Romo          |  | 30' |
| TV               | 8  | Carlos Rodríguez   |  | 68' |
| TĐ               | 22 | Guillermo Martínez |  | 68' |
| TV               | 14 | Érick Sánchez      |  | 78' |
| TV               | 25 | Roberto Alvarado   |  | 78' |
| Huấn luyện viên: |    |                    |  |     |
| Jaime Lozano     |    |                    |  |     |

| TM                  | 23 | Jahmali Waite            |  |     |
| HV                  | 6  | Di'Shon Bernard          |  | 68' |
| HV                  | 15 | Joel Latibeaudiere       |  |     |
| HV                  | 5  | Ethan Pinnock            |  |     |
| TV                  | 2  | Dexter Lembikisa         |  |     |
| TV                  | 10 | Bobby Decordova-Reid (c) |  | 80' |
| TV                  | 14 | Kasey Palmer             |  |     |
| TV                  | 22 | Greg Leigh               |  |     |
| TV                  | 11 | Shamar Nicholson         |  |     |
| TV                  | 7  | Demarai Gray             |  | 68' |
| TĐ                  | 9  | Michail Antonio          |  | 80' |
| Thay người:         |    |                          |  |     |
| HV                  | 3  | Michael Hector           |  | 68' |
| HV                  | 17 | Damion Lowe              |  | 68' |
| TĐ                  | 8  | Kaheim Dixon             |  | 80' |
| TĐ                  | 20 | Renaldo Cephas           |  | 80' |
| Huấn luyện viên:    |    |                          |  |     |
| Heimir Hallgrímsson |    |                          |  |     |

| Cầu thủ xuất sắc nhất trận: Gerardo Arteaga (Mexico) Trợ lý trọng tài: Corey Parker (Hoa Kỳ) Kyle Atkins (Hoa Kỳ) Trọng tài bàn: Tori Penso (Hoa Kỳ) Trọng tài dự phòng: Brooke Mayo (Hoa Kỳ) Trợ lý trọng tài video: Armando Villarreal (Hoa Kỳ) Trợ lý tổ trợ lý trọng tài video: Tatiana Guzmán (Nicaragua) |

### Ecuador vs Jamaica
| Ecuador                                                | 3–1      | Jamaica       |
| ------------------------------------------------------ | -------- | ------------- |
| - Palmer 13' (l.n.) - Páez 45+4' (ph.đ.) - Minda 90+1' | Chi tiết | - Antonio 54' |

| Ecuador | Jamaica |

| TM               | 22 | Alexander Domínguez (c) |  |       |
| HV               | 17 | Ángelo Preciado         |  |       |
| HV               | 2  | Félix Torres            |  |       |
| HV               | 6  | Willian Pacho           |  |       |
| HV               | 3  | Piero Hincapié          |  |       |
| TV               | 21 | Alan Franco             |  |       |
| TV               | 23 | Moisés Caicedo          |  |       |
| TV               | 9  | John Yeboah             |  | 64'   |
| TV               | 10 | Kendry Páez             |  | 88'   |
| TV               | 16 | Jeremy Sarmiento        |  | 90+5' |
| TĐ               | 11 | Kevin Rodríguez         |  | 87'   |
| Thay người:      |    |                         |  |       |
| TV               | 14 | Alan Minda              |  | 64'   |
| TĐ               | 19 | Jordy Caicedo           |  | 87'   |
| TV               | 8  | Carlos Gruezo           |  | 88'   |
| TV               | 20 | Janner Corozo           |  | 90+5' |
| Huấn luyện viên: |    |                         |  |       |
| Félix Sánchez    |    |                         |  |       |

| TM                  | 23 | Jahmali Waite        |       |     |
| HV                  | 6  | Di'Shon Bernard      |       | 46' |
| HV                  | 15 | Joel Latibeaudiere   | 80'   | 83' |
| HV                  | 5  | Ethan Pinnock        |       |     |
| TV                  | 2  | Dexter Lembikisa     |       | 90' |
| TV                  | 10 | Bobby Decordova-Reid |       |     |
| TV                  | 17 | Damion Lowe (c)      | 39'   | 46' |
| TV                  | 14 | Kasey Palmer         |       |     |
| TV                  | 22 | Greg Leigh           |       |     |
| TĐ                  | 11 | Shamar Nicholson     |       | 83' |
| TĐ                  | 9  | Michail Antonio      |       |     |
| Thay người:         |    |                      |       |     |
| TĐ                  | 7  | Demarai Gray         |       | 46' |
| HV                  | 3  | Michael Hector       | 49'   | 46' |
| TĐ                  | 8  | Kaheim Dixon         |       | 83' |
| TV                  | 16 | Karoy Anderson       | 90+4' | 83' |
| TĐ                  | 20 | Renaldo Cephas       |       | 90' |
| Huấn luyện viên:    |    |                      |       |     |
| Heimir Hallgrímsson |    |                      |       |     |

| Cầu thủ xuất sắc nhất trận: Moisés Caicedo (Ecuador) Trợ lý trọng tài: Jose Retamal (Chile) Juan Serrano (Chile) Trọng tài bàn: Yael Falcón (Argentina) Trọng tài dự phòng: Facundo Rodriguez (Argentina) Trợ lý trọng tài video: Nicolás Gallo (Colombia) Trợ lý tổ trợ lý trọng tài video: Derlis López (Paraguay) |

### Venezuela vs Mexico
| Venezuela            | 1–0      | México |
| -------------------- | -------- | ------ |
| - Rondon 57' (ph.đ.) | Chi tiết |        |

| Venezuela | Mexico |

| TM               | 22 | Rafael Romo           |     |     |
| HV               | 4  | Jon Aramburu          |     |     |
| HV               | 2  | Nahuel Ferraresi      | 35' |     |
| HV               | 3  | Yordan Osorio         |     |     |
| HV               | 15 | Miguel Navarro        | 64' |     |
| TV               | 13 | José Andrés Martínez  |     |     |
| TV               | 6  | Yangel Herrera        |     | 89' |
| TV               | 25 | Eduard Bello          |     | 71' |
| TV               | 7  | Jefferson Savarino    |     | 46' |
| TV               | 10 | Yeferson Soteldo      |     | 82' |
| TĐ               | 23 | Salomón Rondón (c)    |     | 82' |
| Thay người:      |    |                       |     |     |
| TV               | 18 | Cristian Cásseres Jr. |     | 46' |
| TV               | 11 | Darwin Machís         |     | 71' |
| HV               | 20 | Wilker Ángel          |     | 82' |
| TĐ               | 9  | Jhonder Cádiz         |     | 82' |
| HV               | 14 | Christian Makoun      |     | 89' |
| Huấn luyện viên: |    |                       |     |     |
| Fernando Batista |    |                       |     |     |

| TM               | 1  | Julio González     |     |     |
| HV               | 2  | Jorge Sánchez      |     |     |
| HV               | 3  | César Montes (c)   |     | 46' |
| HV               | 5  | Johan Vásquez      |     |     |
| HV               | 6  | Gerardo Arteaga    |     |     |
| TV               | 7  | Luis Romo          |     |     |
| TV               | 24 | Luis Chávez        |     |     |
| TV               | 15 | Uriel Antuna       |     | 73' |
| TV               | 8  | Carlos Rodríguez   |     | 61' |
| TV               | 9  | Julián Quiñones    |     | 78' |
| TĐ               | 11 | Santiago Giménez   | 39' | 61' |
| Thay người:      |    |                    |     |     |
| HV               | 19 | Israel Reyes       |     | 46' |
| TĐ               | 22 | Guillermo Martínez |     | 61' |
| TĐ               | 10 | Alexis Vega        | 64' | 61' |
| TĐ               | 21 | César Huerta       |     | 73' |
| TV               | 17 | Orbelín Pineda     |     | 78' |
| Huấn luyện viên: |    |                    |     |     |
| Jaime Lozano     |    |                    |     |     |

| Cầu thủ xuất sắc nhất trận: Salomon Rondon (Venezuela) Trợ lý trọng tài: Danilo Manis (Brasil) Rodrigo Correa (Brasil) Trọng tài bàn: Wilton Sampaio (Brasil) Trọng tài dự phòng: Bruno Pires (Brasil) Trợ lý trọng tài video: Pablo Goncalves (Brasil) Trợ lý tổ trợ lý trọng tài video: Eduardo Britos (Paraguay) |

### Mexico vs Ecuador
| México | 0–0      | Ecuador |
| ------ | -------- | ------- |
|        | Chi tiết |         |

| México | Ecuador |

| TM               | 1  | Julio González     |       |       |
| HV               | 2  | Jorge Sánchez      | 50'   |       |
| HV               | 3  | César Montes (c)   | 6'    |       |
| HV               | 5  | Johan Vásquez      | 82'   |       |
| HV               | 6  | Gerardo Arteaga    |       | 90+1' |
| TV               | 7  | Luis Romo          |       | 85'   |
| TV               | 17 | Orbelín Pineda     |       | 67'   |
| TV               | 24 | Luis Chávez        | 73'   |       |
| TĐ               | 21 | César Huerta       |       | 67'   |
| TĐ               | 11 | Santiago Giménez   |       |       |
| TĐ               | 9  | Julián Quiñones    |       | 86'   |
| Thay người:      |    |                    |       |       |
| TĐ               | 22 | Guillermo Martínez |       | 67'   |
| TĐ               | 15 | Uriel Antuna       | 90+4' | 67'   |
| TV               | 14 | Érick Sánchez      |       | 85'   |
| TV               | 16 | Jordi Cortizo      |       | 86'   |
| TĐ               | 10 | Alexis Vega        |       | 90+1' |
| Huấn luyện viên: |    |                    |       |       |
| Jaime Lozano     |    |                    |       |       |

| TM               | 22 | Alexander Domínguez |     |     |
| HV               | 17 | Ángelo Preciado     |     | 90' |
| HV               | 2  | Félix Torres        |     |     |
| HV               | 6  | Willian Pacho       |     |     |
| HV               | 3  | Piero Hincapié      |     |     |
| TV               | 21 | Alan Franco         |     |     |
| TV               | 23 | Moisés Caicedo      | 43' |     |
| TV               | 10 | Kendry Páez         |     | 67' |
| TV               | 16 | Jeremy Sarmiento    |     | 76' |
| TĐ               | 11 | Kevin Rodríguez     |     | 76' |
| TĐ               | 13 | Enner Valencia (c)  |     |     |
| Thay người:      |    |                     |     |     |
| TV               | 11 | Alan Minda          |     | 67' |
| TV               | 15 | Ángel Mena          |     | 76' |
| TV               | 8  | Carlos Gruezo       |     | 76' |
| HV               | 24 | José Hurtado        |     | 90' |
| Huấn luyện viên: |    |                     |     |     |
| Félix Sánchez    |    |                     |     |     |

| Cầu thủ xuất sắc nhất trận: Moises Caicedo (Ecuador) Trợ lý trọng tài: Luis Ventura (Guatemala) Brooke Mayo (Hoa Kỳ) Trọng tài bàn: Tori Penso (Hoa Kỳ) Trọng tài dự phòng: Kathryn Nesbitt (Hoa Kỳ) Trợ lý trọng tài video: Silvio Trucco (Argentina) Trợ lý tổ trợ lý trọng tài video: Rodrigo Carvajal (Chile) |

### Jamaica vs Venezuela
| Jamaica | 0–3      | Venezuela                              |
| ------- | -------- | -------------------------------------- |
|         | Chi tiết | - Bello 49' - Rondón 56' - Ramírez 85' |

| Jamaica | Venezuela |

| TM                  | 23 | Jahmali Waite      |     |     |
| HV                  | 15 | Joel Latibeaudiere |     | 87' |
| HV                  | 3  | Michael Hector     | 89' |     |
| HV                  | 5  | Ethan Pinnock      |     |     |
| TV                  | 12 | Wes Harding        |     | 67' |
| TV                  | 17 | Damion Lowe (c)    |     |     |
| TV                  | 14 | Kasey Palmer       |     |     |
| TV                  | 21 | Jon Bell           |     |     |
| TV                  | 20 | Renaldo Cephas     |     | 46' |
| TV                  | 7  | Demarai Gray       |     | 88' |
| TĐ                  | 9  | Michail Antonio    |     | 67' |
| Thay người:         |    |                    |     |     |
| TĐ                  | 8  | Kaheim Dixon       |     | 46' |
| TV                  | 16 | Karoy Anderson     |     | 67' |
| TĐ                  | 11 | Shamar Nicholson   |     | 67' |
| HV                  | 4  | Richard King       |     | 87' |
| TV                  | 18 | Alex Marshall      |     | 88' |
| Huấn luyện viên:    |    |                    |     |     |
| Heimir Hallgrímsson |    |                    |     |     |

| TM               | 22 | Rafael Romo          |    |     |
| HV               | 21 | Alexander González   |    |     |
| HV               | 3  | Yordan Osorio        |    |     |
| HV               | 20 | Wilker Ángel         |    |     |
| HV               | 4  | Jon Aramburu         |    | 81' |
| TV               | 13 | José Andrés Martínez |    |     |
| TV               | 6  | Yangel Herrera       |    | 60' |
| TV               | 25 | Eduard Bello         |    |     |
| TV               | 16 | Telasco Segovia      |    | 74' |
| TV               | 11 | Darwin Machís        | 9' | 60' |
| TĐ               | 23 | Salomón Rondón (c)   |    | 81' |
| Thay người:      |    |                      |    |     |
| TV               | 10 | Yeferson Soteldo     |    | 60' |
| TV               | 8  | Tomás Rincón         |    | 60' |
| TV               | 24 | Kervin Andrade       |    | 74' |
| TĐ               | 19 | Eric Ramírez         |    | 81' |
| TV               | 14 | Christian Makoun     |    | 81' |
| Huấn luyện viên: |    |                      |    |     |
| Fernando Batista |    |                      |    |     |

| Cầu thủ xuất sắc nhất trận: Salomon Rondon (Venezuela) Trợ lý trọng tài: Daniele Bindoni (Ý) Alberto Tegoni (Ý) Trọng tài bàn: Andrés Matonte (Uruguay) Trọng tài dự phòng: Miguel Roldán (Colombia) Trợ lý trọng tài video: Marco Di Bello (Ý) Trợ lý tổ trợ lý trọng tài video: Aleandro Di Paolo (Ý) |